# Todals
TODALS es un término nemónico utilizado en la educación, específicamente para enseñar a los estudiantes a hacer mapas. Son siglas de "Title, Orientation, Date, Author, Legend, Source", ("Título, Orientación, Fecha, Autor, Leyenda, Origen"), seis componentes que se incluyen en un mapa útil. Al parecer, el término se originó por la National Geographic Society de los Estados Unidos.

## Siglas y significados
- T (título): el autor debe escribir el título del mapa.
- O (orientación): se deben ubicar los puntos cardinales.
- D (fecha (date)): se escribe la fecha en que se creó el mapa.
- A (autor): (también cartógrafo) es quién crea el mapa.
- L (leyenda): llave (para su acuñación).
- S (origen (source)): la escala que dice a qué distancia de una unidad de medida se representa en el área mostrada en el mapa.[1]

## Instrucciones
- Etiqueta en negro o lápiz solamente. 10 puntos de deducción para hablar en seguir las instrucciones.

- Bolígrafos o lápices azules están reservados sólo para el etiquetado de las características del agua. 10 puntos de deducción para hablar en seguir las instrucciones.

- Sólo el color de los bordes del continente debe ser azul para representar el agua. Debe ser más que simplemente trazar el contorno de la región en el mapa con lápiz azul. Este método es llamado el "bigote de agua" (moustache water).